# 사이언스 투데이
《사이언스 투데이》는 대한민국 YTN 사이언스에서 2013년 6월 17일부터 평일 오전 11시와 오후 4시에 생방송으로 진행되는 과학전문 뉴스 프로그램이다.

## 방송 시간
- 평일 오전 11시~11시 30분(30분)
- 평일 오후 4시~4시 30분(30분)

## 앵커

### 오전
- 조혜민 아나운서(여)

### 오후
- 김명근 아나운서(남)